# アタリス
アタリス（英: The Ataris）は、アメリカのバンド。

## メンバー
| 名前                                       | 生年月日              | 担当                                                                          | 在籍期間 | 備考                                   |
| ------------------------------------------ | --------------------- | ----------------------------------------------------------------------------- | -------- | -------------------------------------- |
| クリストファー・ロウ （Kristopher Roe）    | 1977年1月12日（48歳） | リードボーカル ギター（1996年 - ） ベース（1996年 – 1997年、2005年 – 2007年） | 1996年 - | リーダー。結成時からの未脱退メンバー。 |
| ダスティン・フィリプス （Dustin Phillips） |                       | ドラム                                                                        | 2016年 - |                                        |
| デイル・ニクソン （Dale Nixon）            |                       | ギター                                                                        | 2018年 - |                                        |
| ダニー・デューク （Danny Duke）            |                       | ベース                                                                        | 2018年 - |                                        |

## 経歴
1996年11月1日にクリストファー・ロウとジェイソン・トーマソンでアタリスを結成。
デモテープがジョー・エスカランテ（ヴァンダルズのメンバー、カンフー・レコードのオーナー）に渡り、興味を持ったエスカランテは連絡し、アタリスはカンフー・レコードと契約した。デリック・プロード（ラグワゴンのドラマー）が加入し、1997年4月29日リリースの1stアルバム『Anywhere but Here』でデビュー。
1999年4月13日に2ndアルバム『Blue Skies, Broken Hearts...Next 12 Exits』をリリースし、収録曲『San Dimas High School Football Rules』はアタリスの代表的曲となり、MxPxがカバーしている。
パンク・ロックからスタイリッシュなオルタナティヴ・ロックへ路線変更を行った2003年3月4日リリースの4thアルバム『So Long, Astoria』でメジャーデビューし、同作はBillboard 200の週間チャートにて最高24位を記録。収録曲である『The Boys of Summer』（ドン・ヘンリー（イーグルス）のカバー曲）はシングルとして9月8日にリリースされ、Billboard Hot 100の週間チャートにて最高20位を記録。『My Reply』（病気の少女から届いた手紙への励ましの返信を主題にした曲）も収録。2004年には『The Night That the Lights Went Out in NYC』が『スパイダーマン2』のサウンドトラックに起用される。
2006年にコロムビア・レコードと契約解除し、Sanctuary RecordsとRED Distributionを通して自身のレーベルであるIsola Recordingsを設立。2007年2月20日に5thアルバム『Welcome the Night』をリリースし、Billboard 200の週間チャートにて最高85位を記録。
2013年に『So Long, Astoria』10周年記念で、当時のメンバーであるロウ・コルラ・ダヴェンポート・ナップの4名で北米ツアーを開催。

## 作品

### 代表作
『Blue Skies, Broken Hearts...Next 12 Exits』
- 2ndアルバム。1999年4月13日リリース。収録曲『San Dimas High School Football Rules』はアタリスの代表的曲となり、MxPxがカバーしている[3]。

『San Dimas High School Football Rules』
- アタリスの代表的曲であり、MxPxがカバーしている[3]。

『So Long, Astoria』
- 4thアルバム。2003年3月4日リリース。Billboard 200 週間チャート最高24位[4]。パンク・ロックからスタイリッシュなオルタナティヴ・ロックへ路線変更を行った作品。収録曲『The Boys of Summer』（ドン・ヘンリー（イーグルス）のカバー曲）はシングルとして9月8日にリリースされ、Billboard Hot 100の週間チャートにて最高20位を記録[4]。『My Reply』（病気の少女から届いた手紙への励ましの返信を主題にした曲）も収録。

『The Boys of Summer』
- シングル。2003年9月8日リリース。ドン・ヘンリー（イーグルス）のカバー曲。Billboard Hot 100 週間チャート最高20位[4]。

『The Night That the Lights Went Out in NYC』
- 2004年の『スパイダーマン2』のサウンドトラック。

『Welcome the Night』
- 5thアルバム。2007年2月20日リリース。Billboard 200 週間チャート最高85位[4]。